# Philuménie

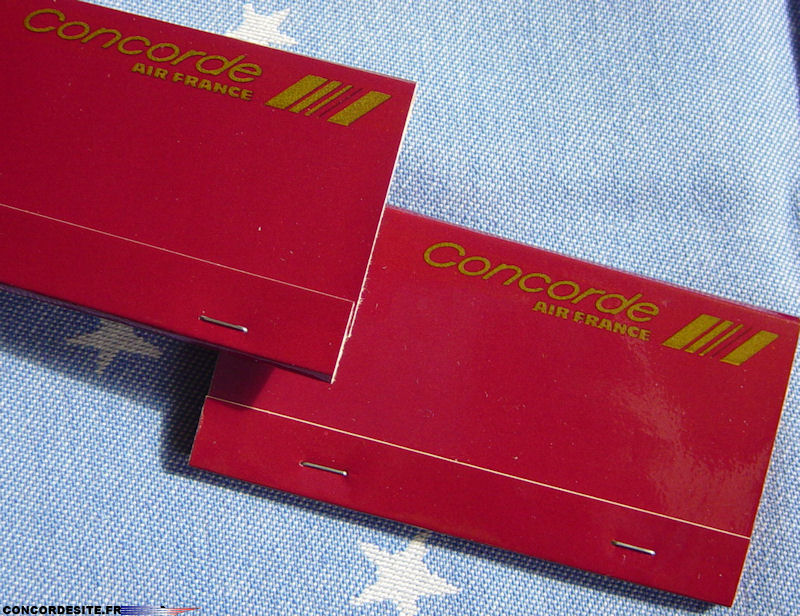
Allumettes Supersonique (1985-1986 CONCORDE)
Boite très rare.

La philuménie est le nom donné à la collection des étiquettes et boîtes d'allumettes. 
Cette pratique date de la fin du XIXe siècle et s'est développée au cours du XXe siècle, en parallèle de la vitolphilie (collection des bagues de cigares).
L'Association vitolphilique française (AVF) est créée dès 1954. Elle étend son activité à la philuménie quelques années plus tard et prend le nom d'Association vitolphilique et philuménique française (AVPF) en 1965. Cette association compte aujourd'hui près de 500 collectionneurs.